# Savònia del Nord
La Savònia del Nord (en finès Pohjois-Savo, en suec Norra Savolax) és una regió de la Finlàndia Oriental. Kuopio n'és la ciutat més poblada, amb 97.552 habitants. És una de les dues regions en què està dividida la regió històrica de Savònia (Savo en finès) i que, alhora, dona nom al conjunt de parlars que s'estenen, no només per la Savònia sud i nord pròpiament, sinó també moltes regions que hi fan frontera.

## Geografia
Les regions que envolten la Savònia del Nord són la Savònia del Sud (Etelä-Savo en finès) i la Carèlia del Nord (Pohjois-Karjala en finès) a la província de la Finlàndia Oriental, Kainuu i Ostrobòtnia del Nord (Pohjois-Pohjanmaa en finès) a la província d'Oulu i Finlàndia Central (Keski-Suomi en Finès), a la província de la Finlàndia Occidental.

## Municipis
La Savònia del Nord compta amb un total de 18 municipis, 5 dels quals són considerats ciutats.
| - Iisalmi - Kaavi - Keitele - Kiuruvesi - Kuopio - Lapinlahti | - Leppävirta - Pielavesi - Rautalampi - Rautavaara - Siilinjärvi | - Sonkajärvi - Suonenjoki - Tervo - Tuusniemi - Varkaus - Vesanto - Vieremä |

## Nuclis de població més destacats (2012)
1. Kuopio, 97.752
2. Varkaus, 22.587
3. Iisalmi, 22.187
4. Siilinjärvi, 21.388
5. Leppävirta, 10.390
6. Lapinlahti, 10.369
7. Kiuruvesi, 9.052
8. Suonenjoki, 7.561
9. Nilsiä, 6.507
10. Juankoski, 5.145

## Política
Els resultats a les eleccions parlamentàries del 2011 a la Savònia del Nord, varen ser els següents: 
- Partit del Centre 25,4%
- Veritables Finlandesos 20,8%
- Partit Socialdemòcrata de Finlàndia 18,3%
- Partit de la Coalició Nacional 16,4%
- Aliança d'Esquerra 8,4%
- Lliga Verda 5,5%
- Demòcrata-Cristians 3,9%

## Educació Superior
- Universitat de la Finlàndia Oriental, Campus de Kuopio (uns 6.000 alumnes matriculats, a Kuopio)
- Universitat de Savònia de Ciències Aplicades (uns 6.000 alumnes matriculats, a Kuopio (cap a 4.500), Varkaus and Iisalmi)
- Departament de l'Acadèmia Sibelius a Kuopio (cap a 150 estudiants de Màster en Música d'Església o Màster en Arts en Administració Artística)
- Kuopio department of Universitat Humak de Ciències Aplicades (cap a 100 estudiants de Llengua de Signes Intèrprets)

## Galeria d'imatges

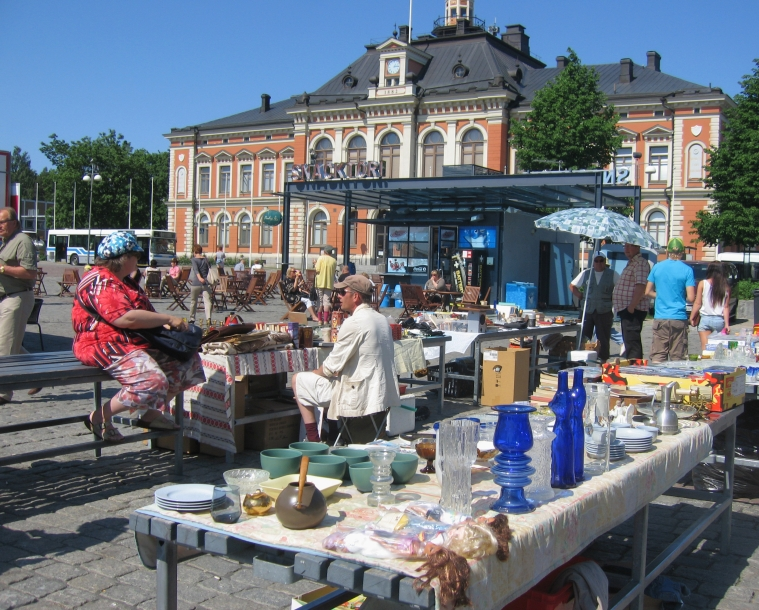
Plaça del Mercat de Kuopio (Tori), coneguda arreu de Finlàndia;
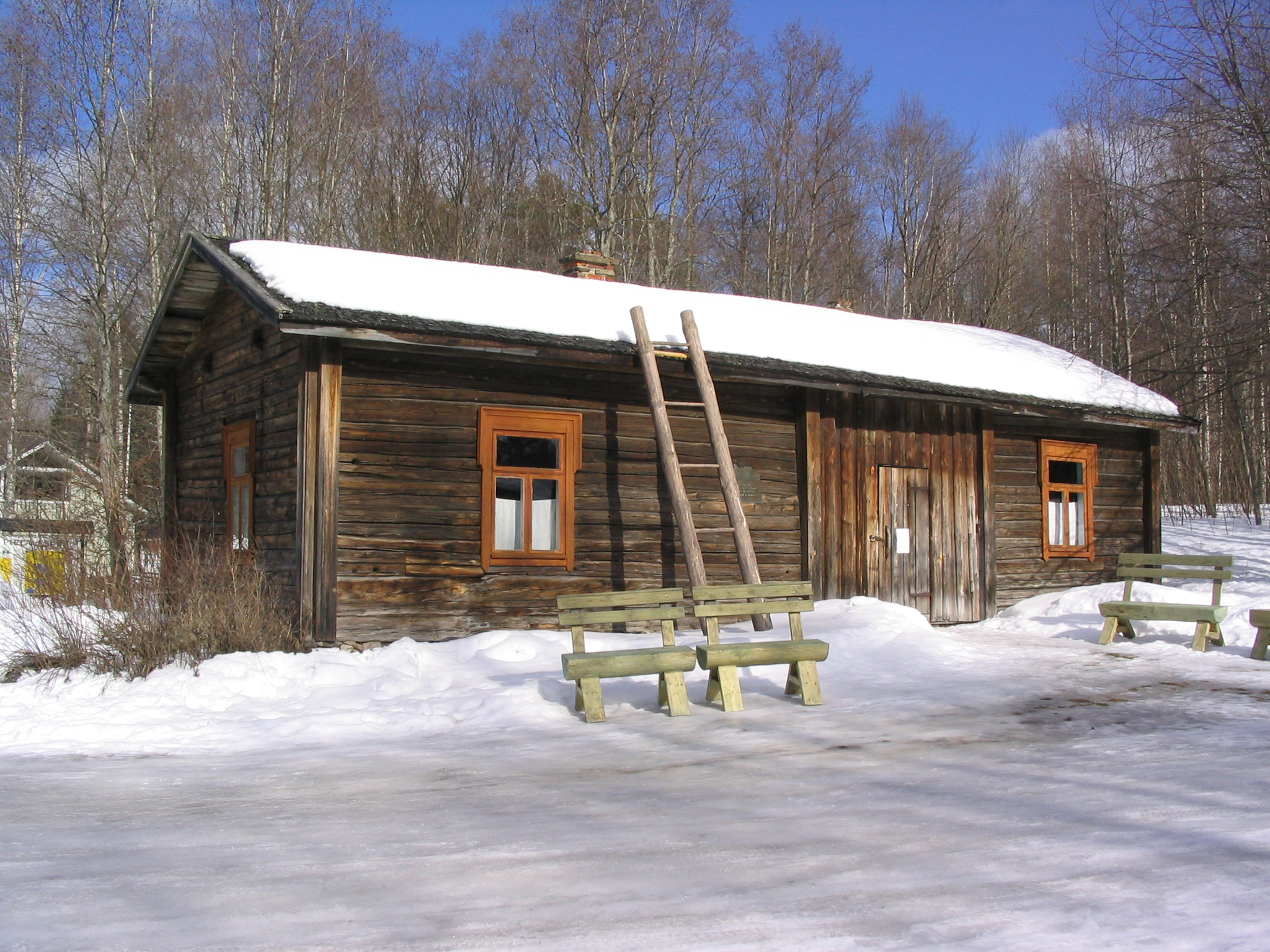
Indret nadiu del President Urho Kekkonen a Pielavesi
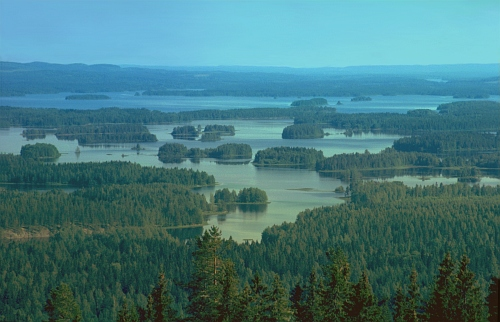
Llac Syväri
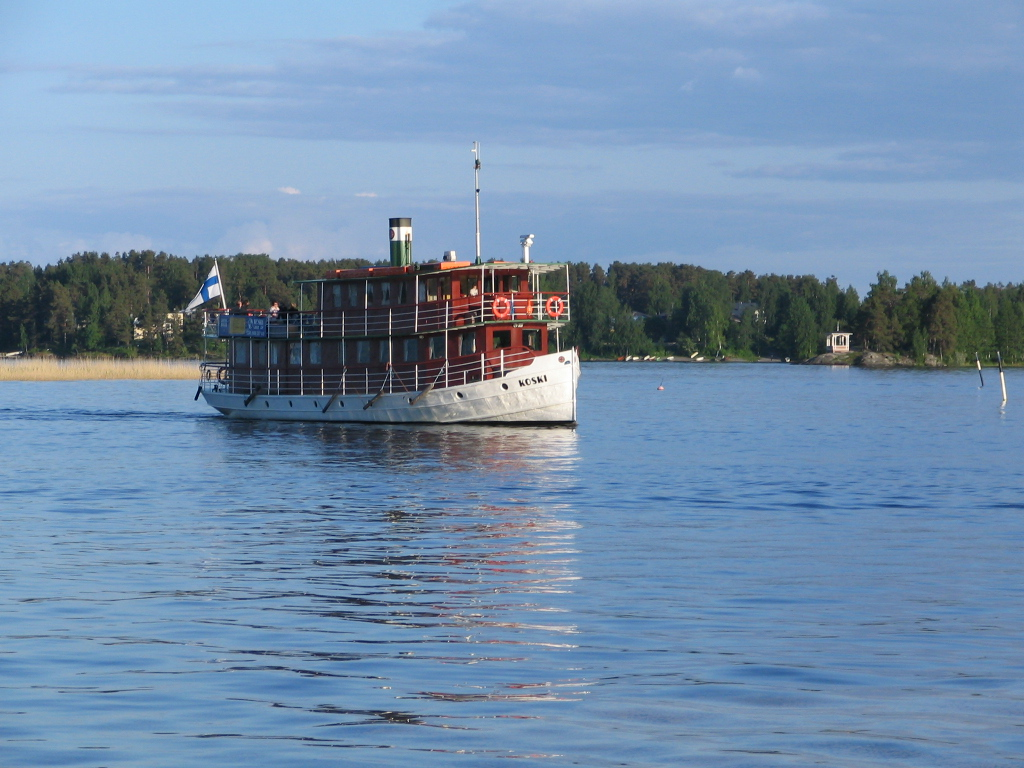
M/S Koski transport lacustre al llac Kallavesi
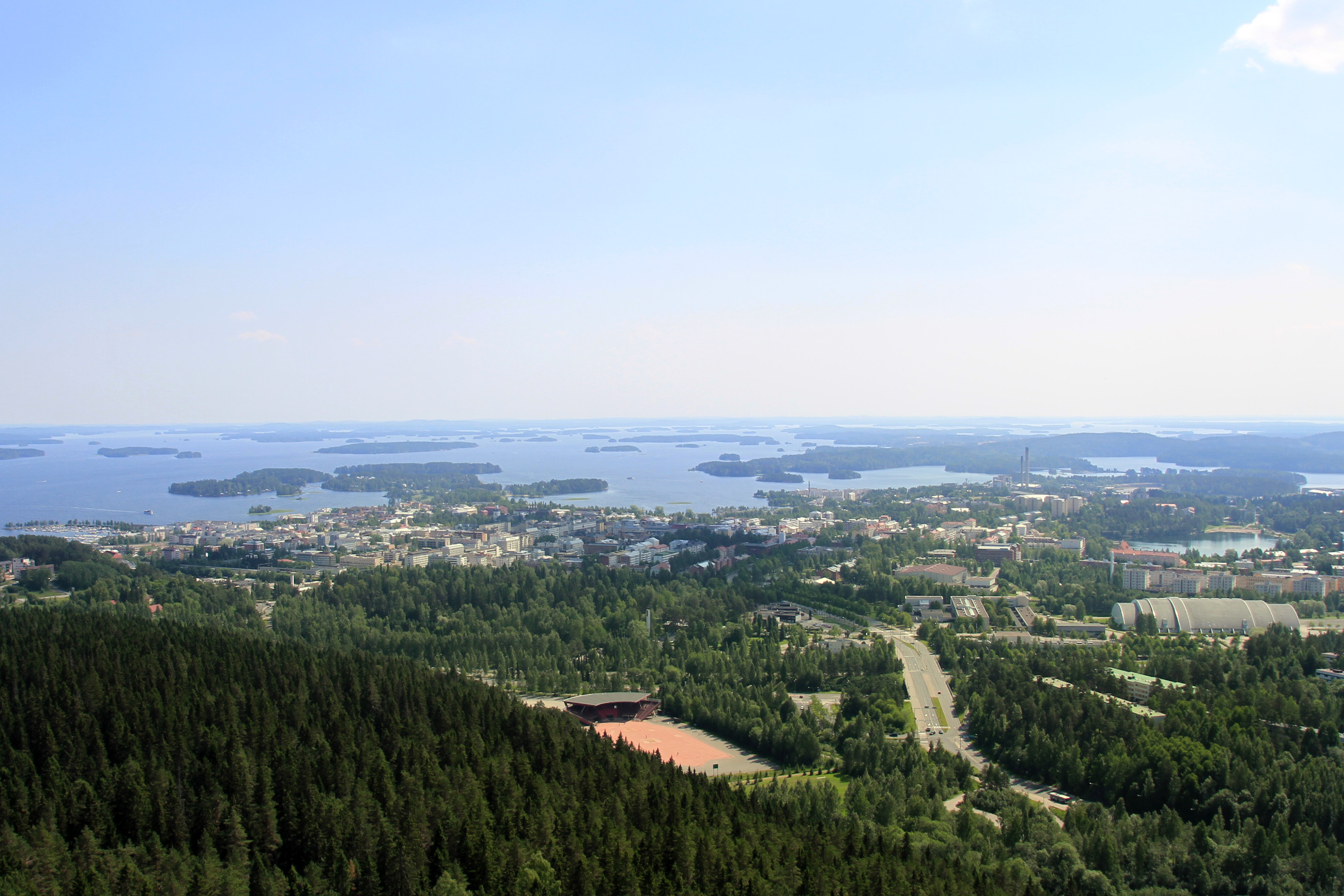
Panoràmica des de la torre de Puijo cap a la ciutat de Kuopio i el llac Kallavesi
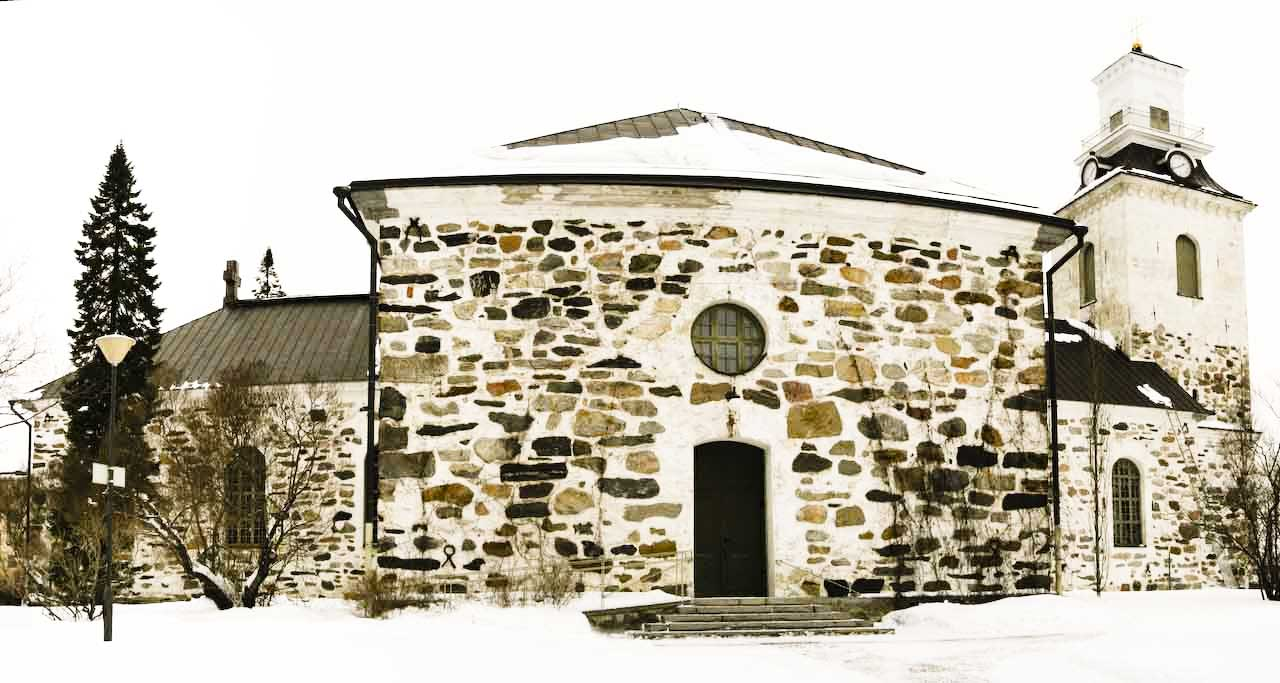
Catedral de Kuopio
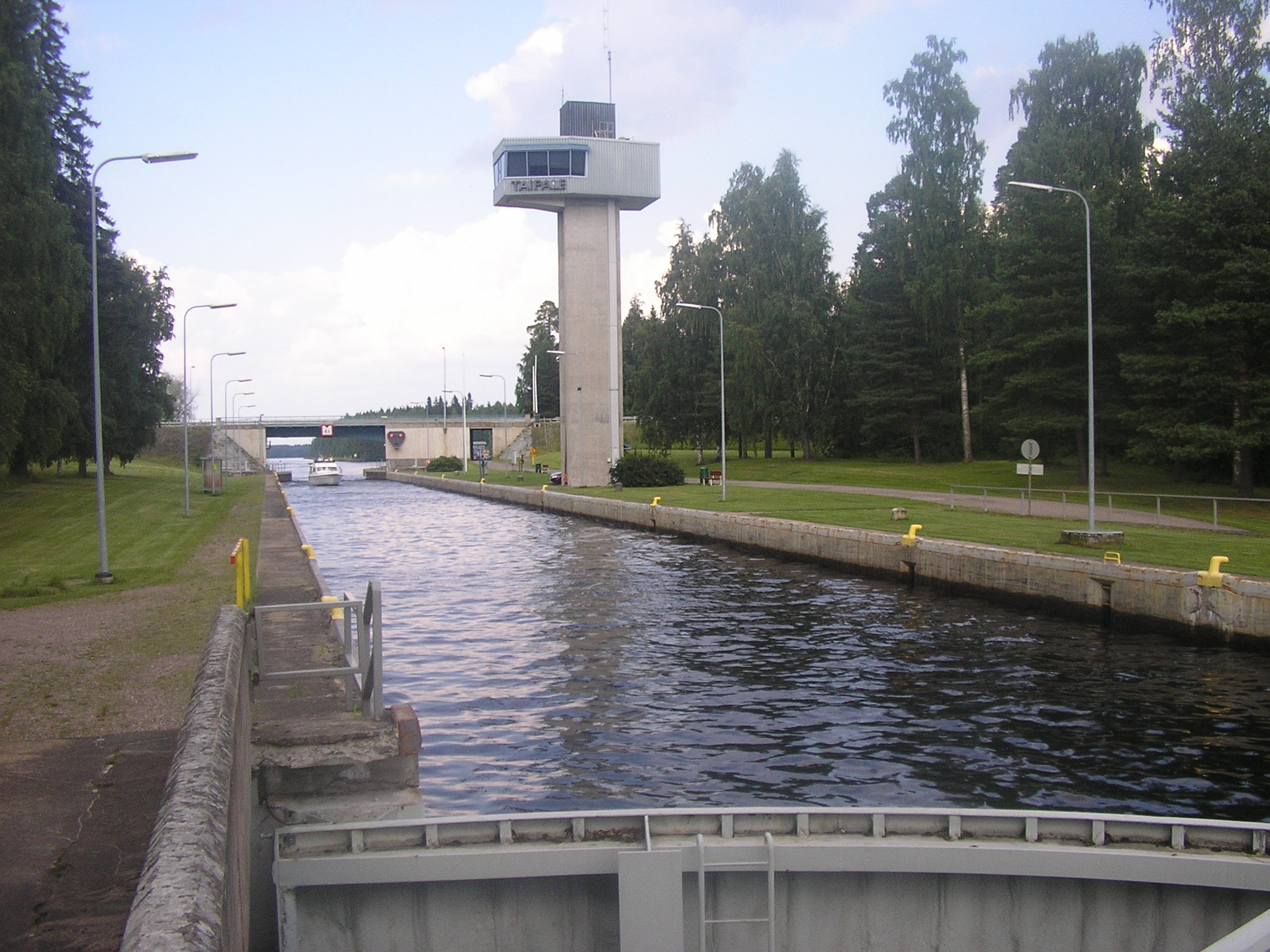
Canal Taipale, Varkaus
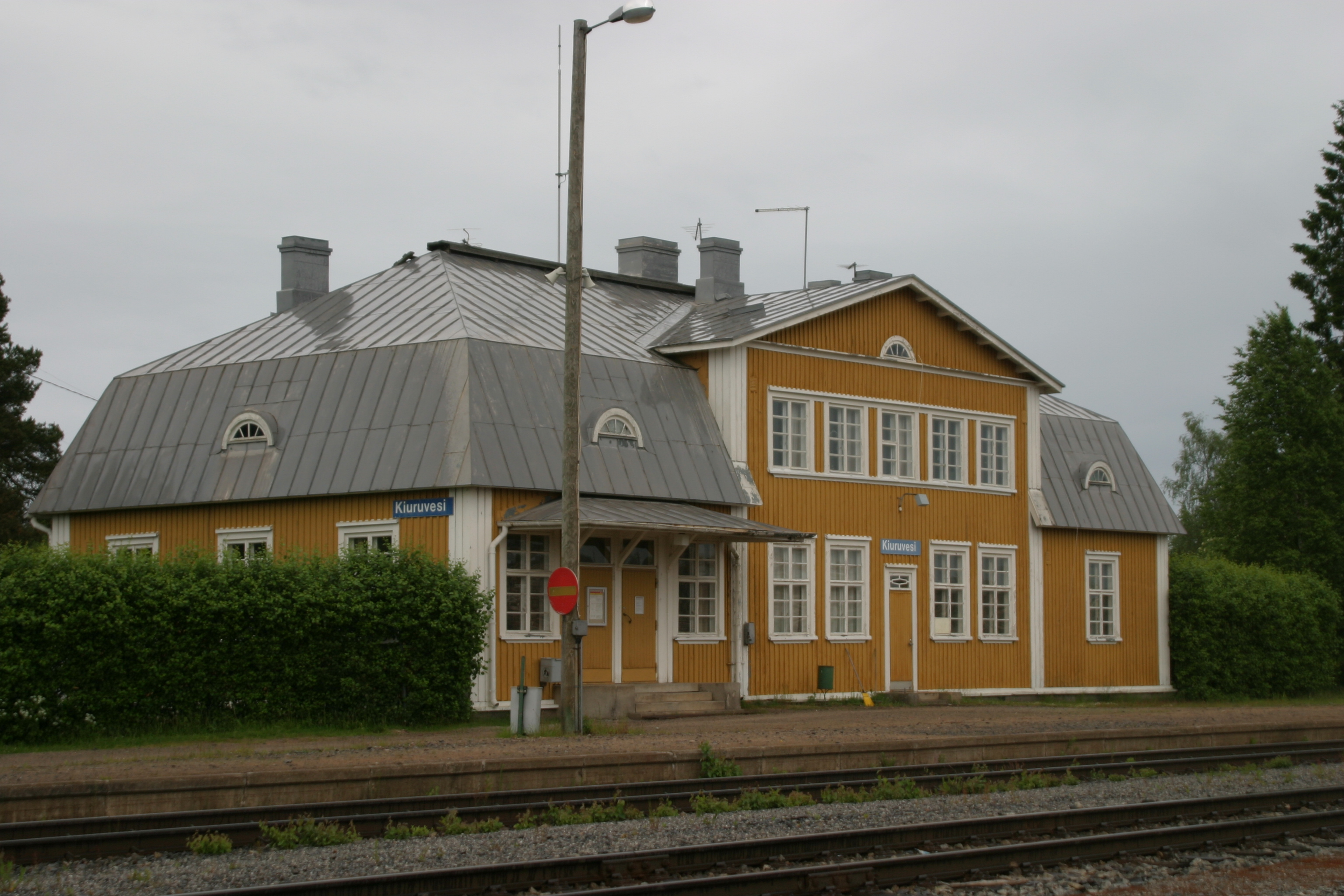
Estació de ferrocarrils de Kiuruvesi
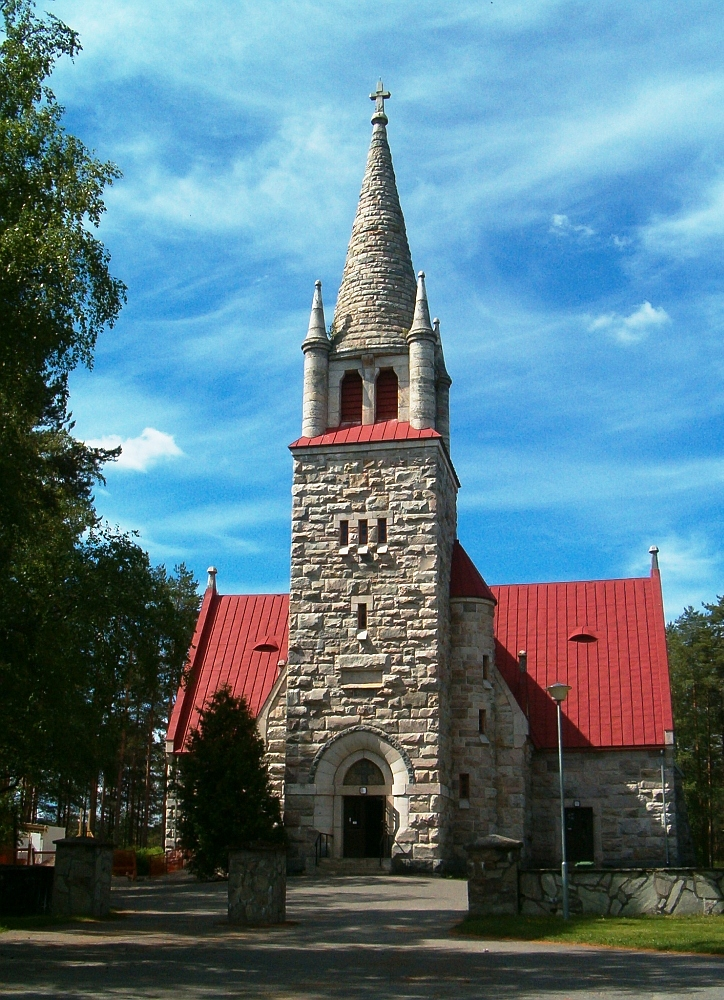
Església de Nilsiä en l'estil romàntic nacional
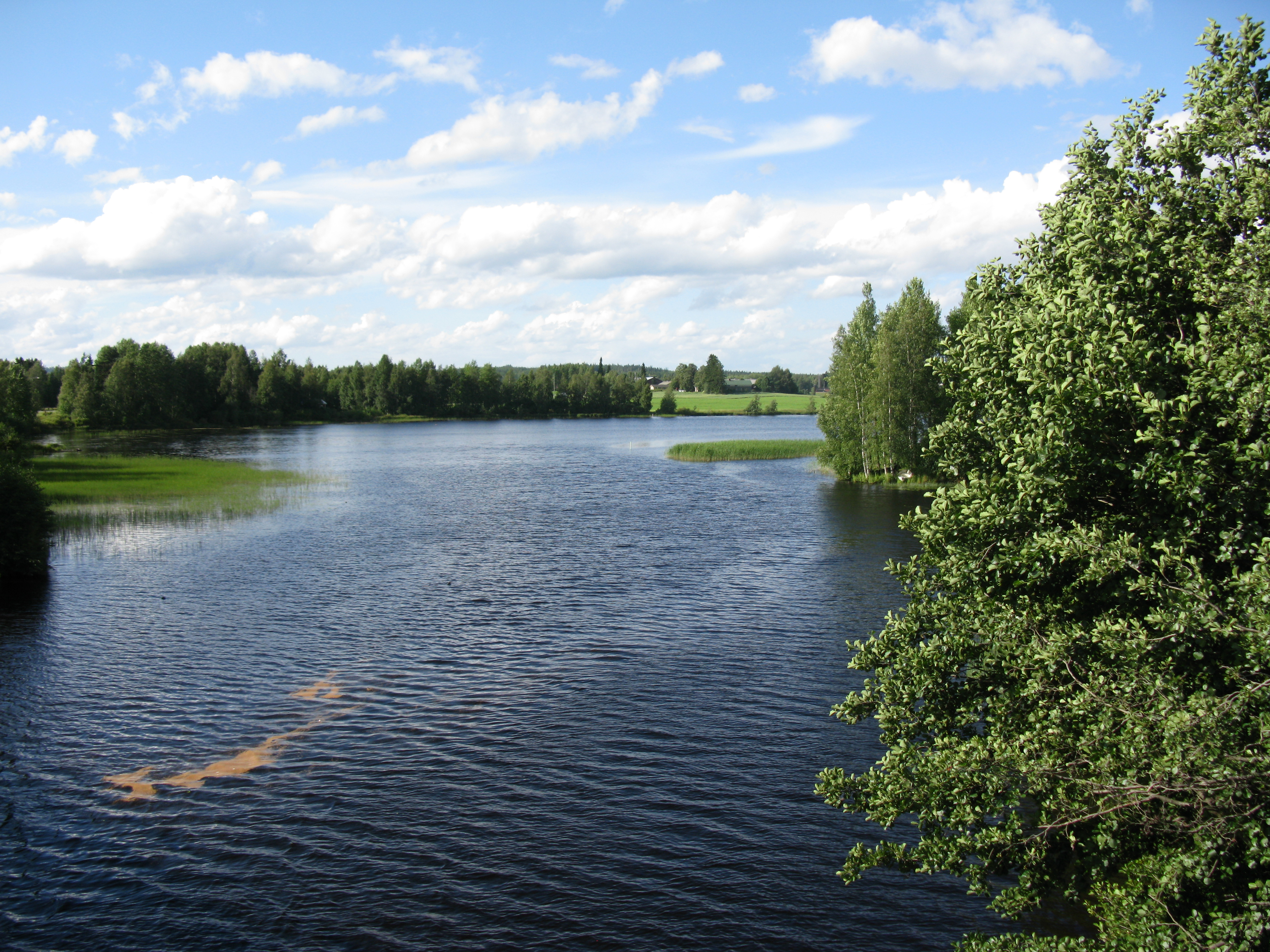
Estrets de Koljonvirta, Iisalmi
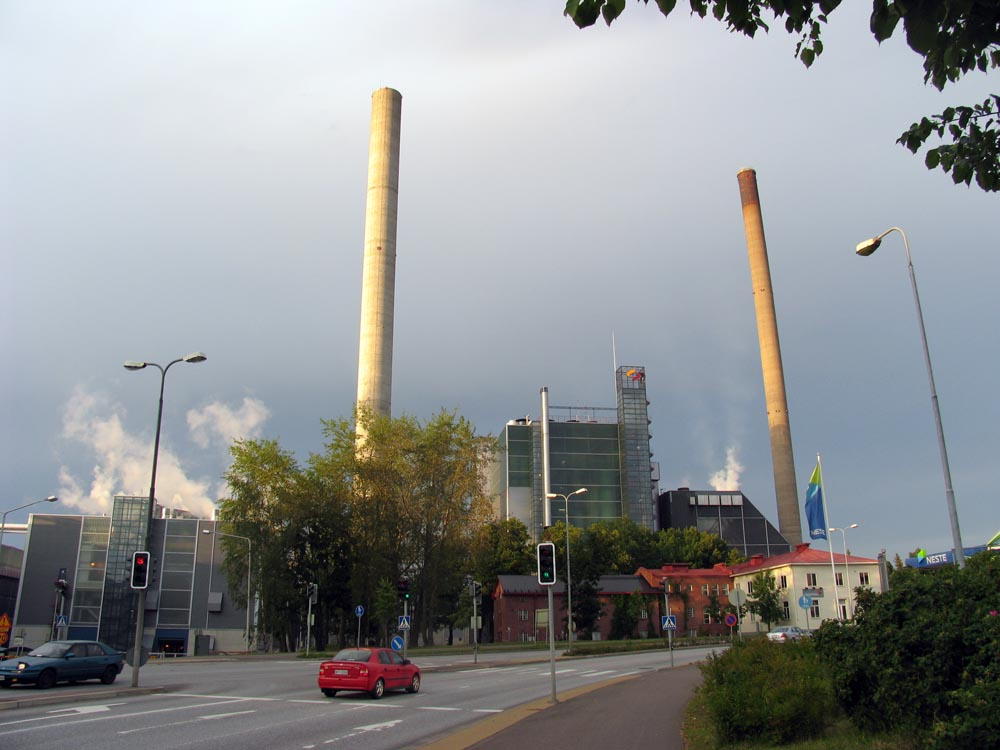
Planta de cel·lulosa Stora Enso a Varkaus
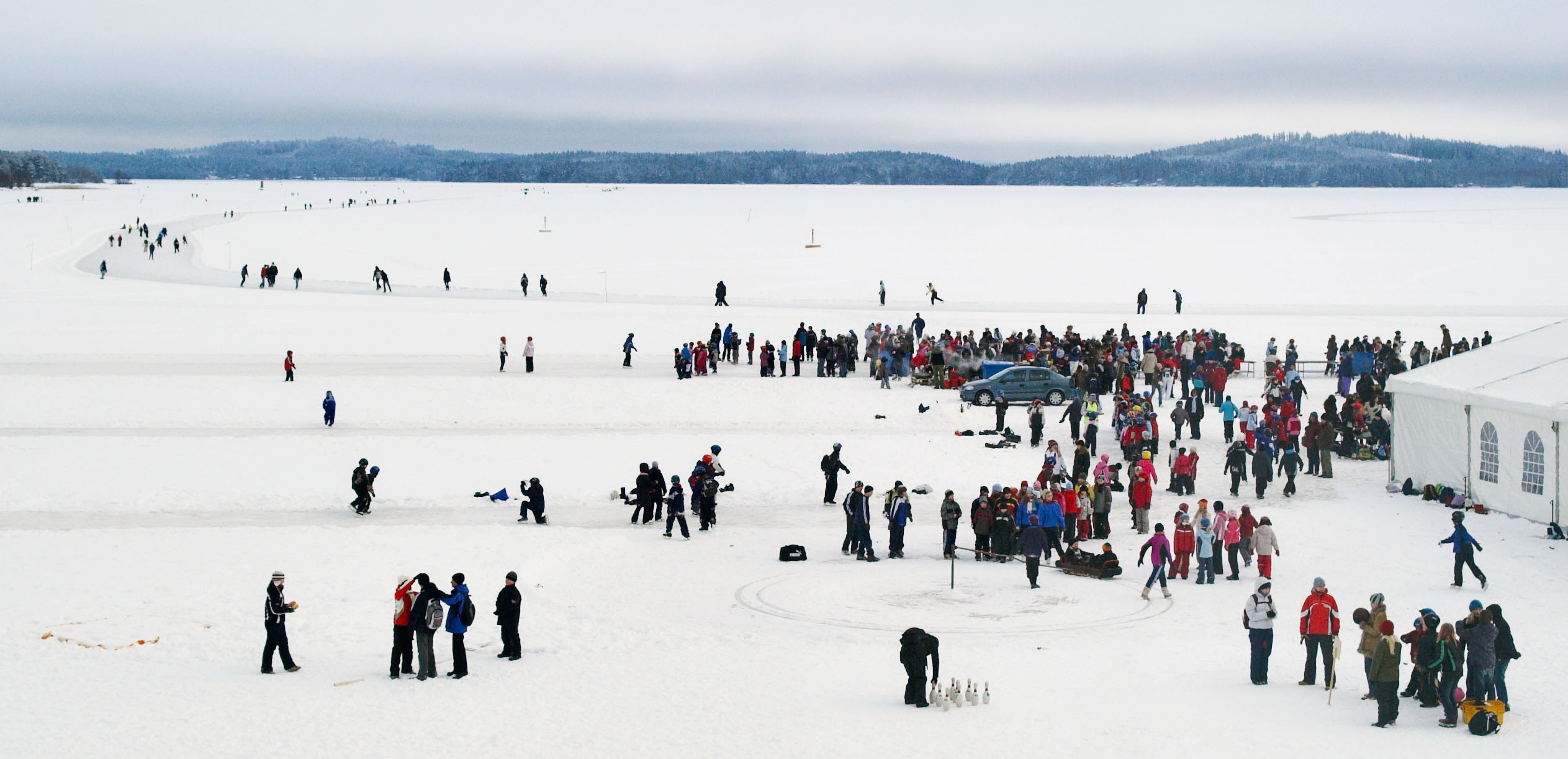
Marató del gel de Kuopio
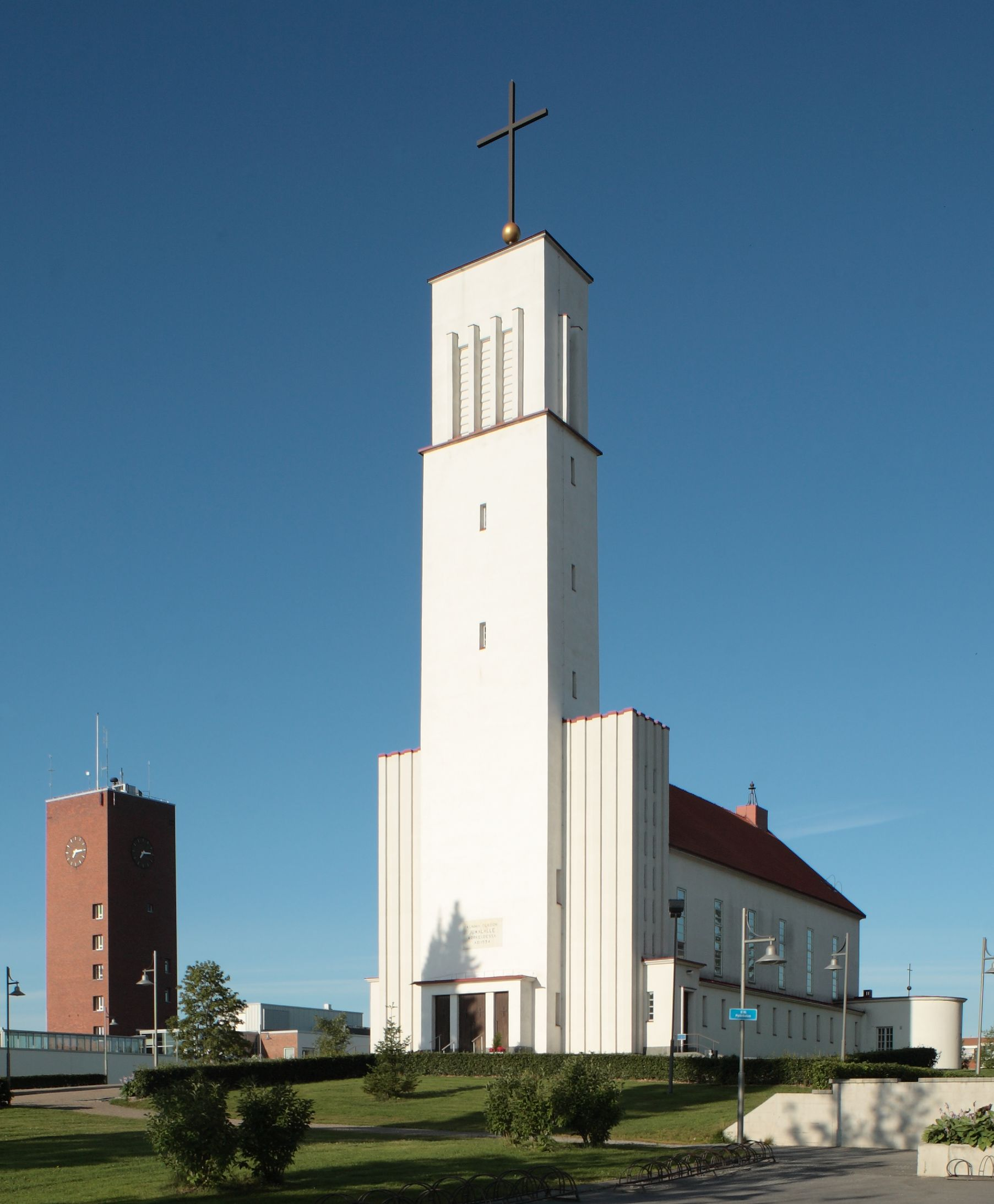
Església nova d'Iisalmi
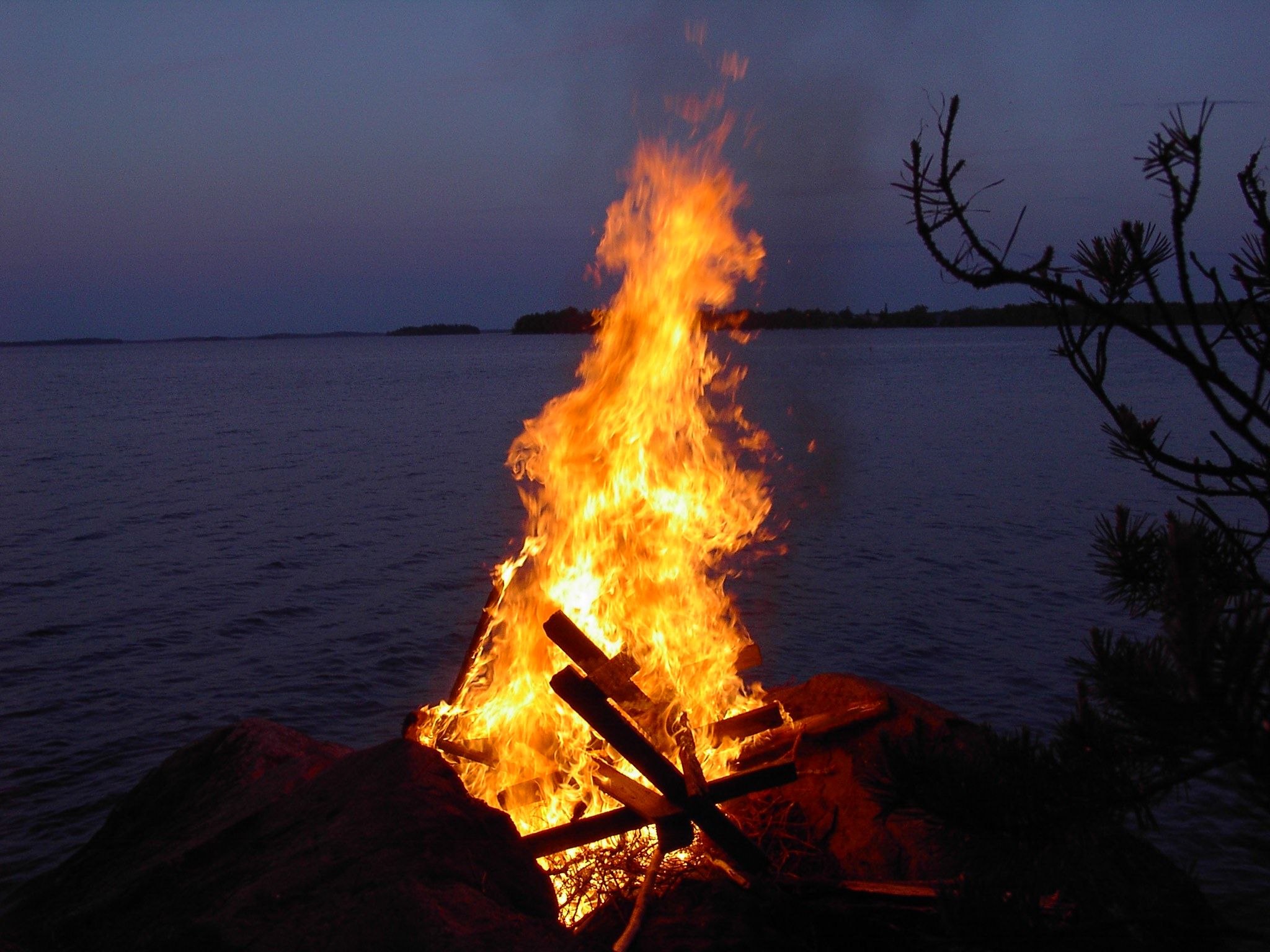
Fogueres de la "nit del mig de l'estiu" (nit de Sant Joan); Llac Pielavesi
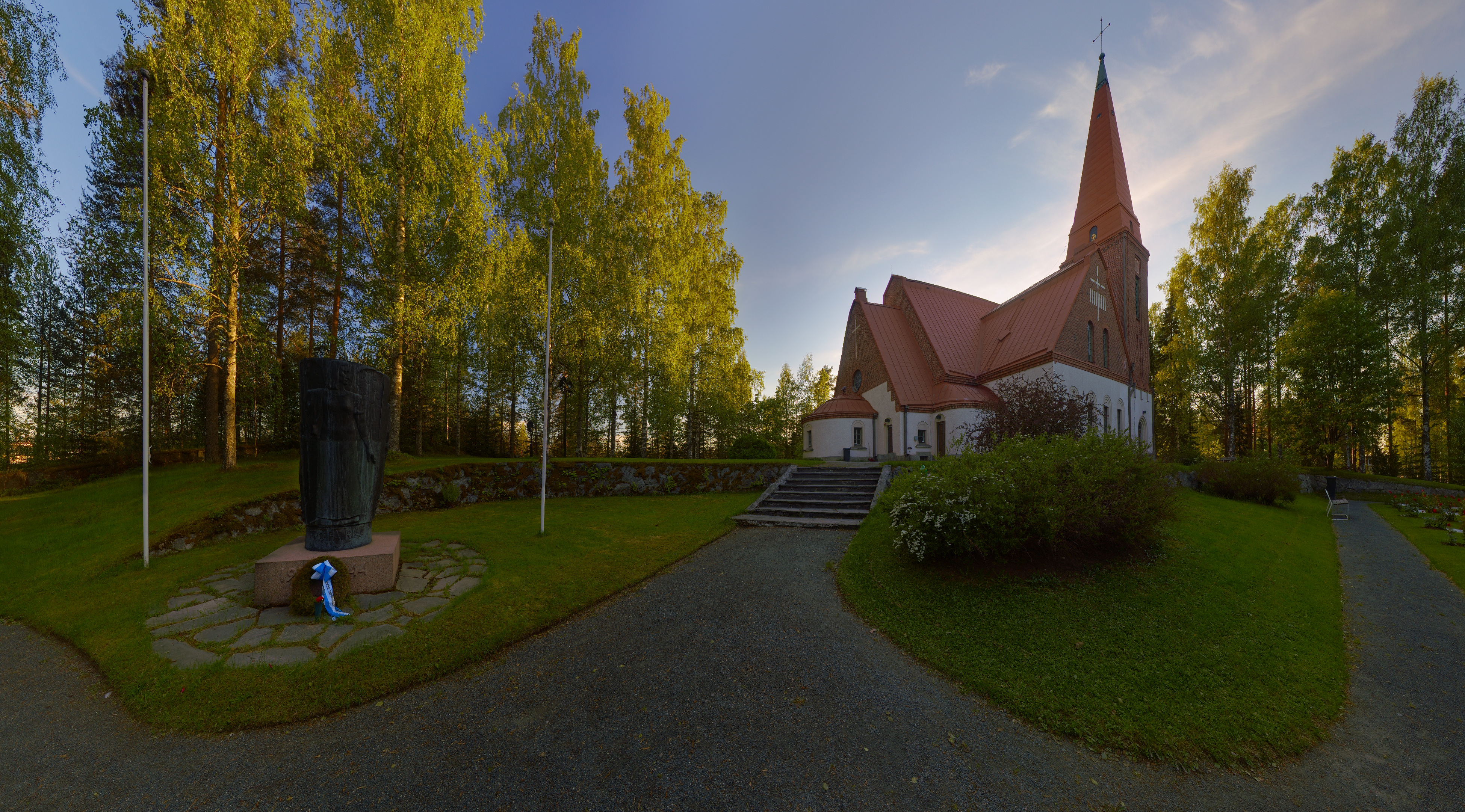
Església de Siilinjärvi
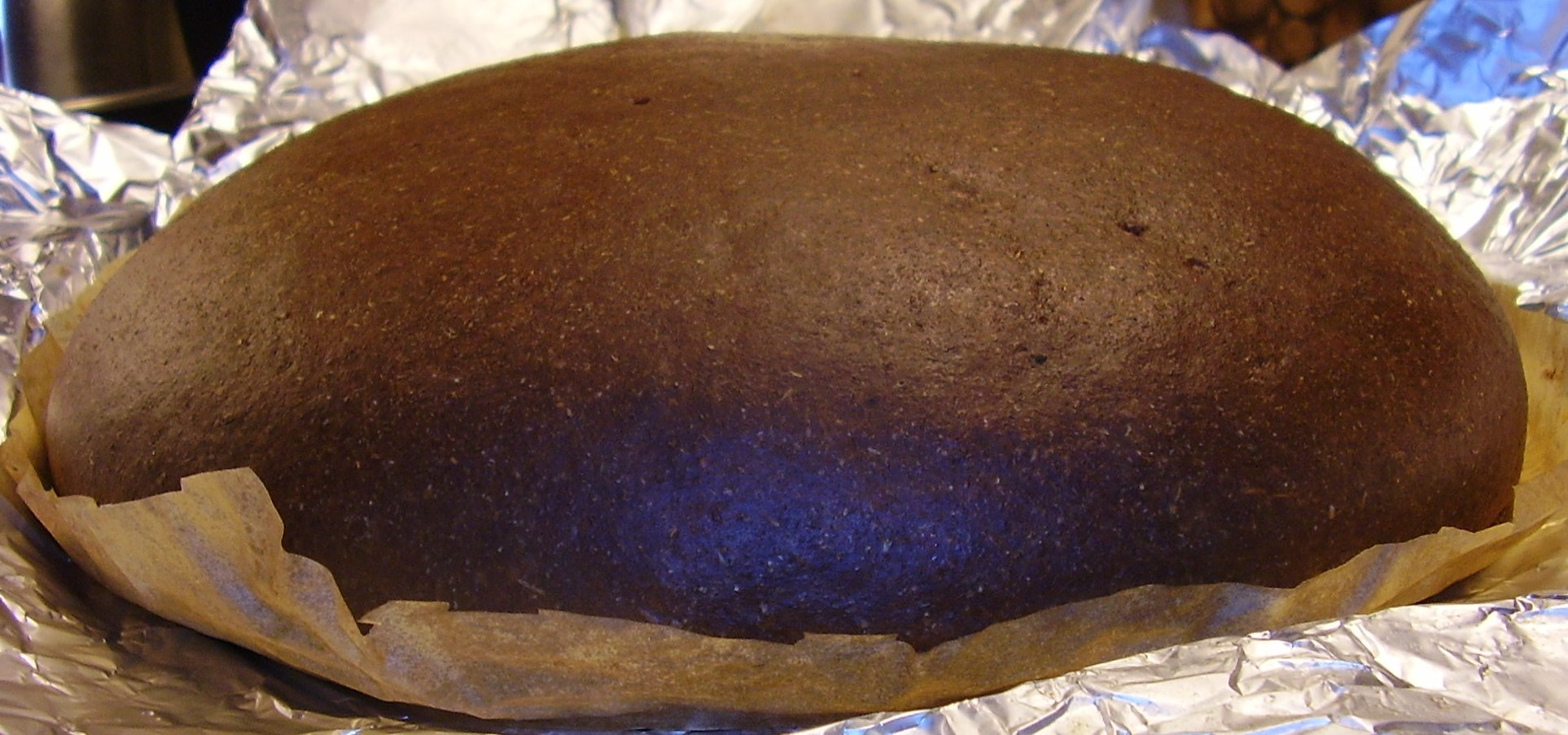
Kalakukko, menjar tradicional de la regió; pa de sègol farcit amb peix dels estanys
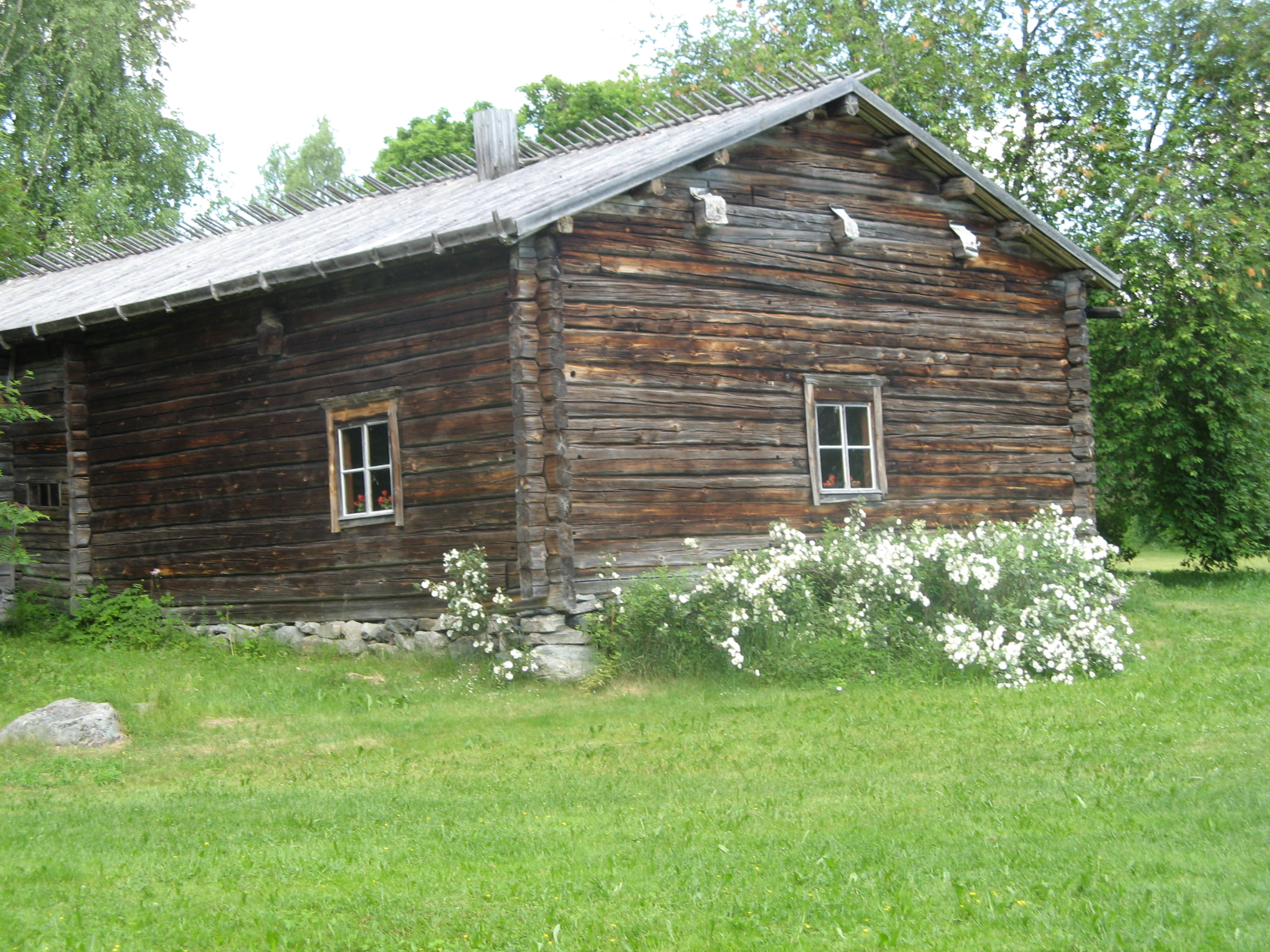
La llar de Paavo Ruotsalainen; tipus de casa pairal tradicional de la Savònia
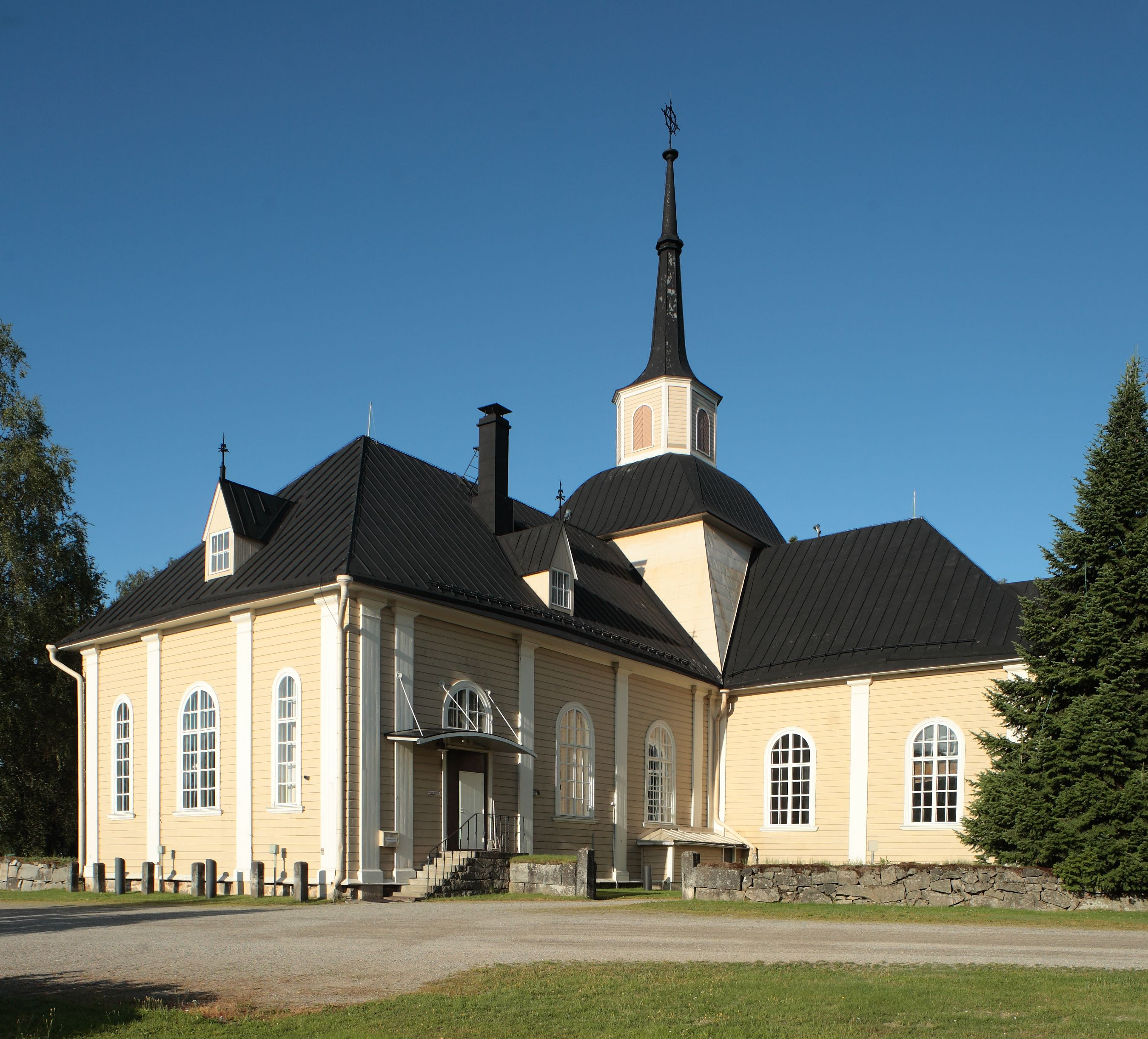
Església de fusta, Iisalmi
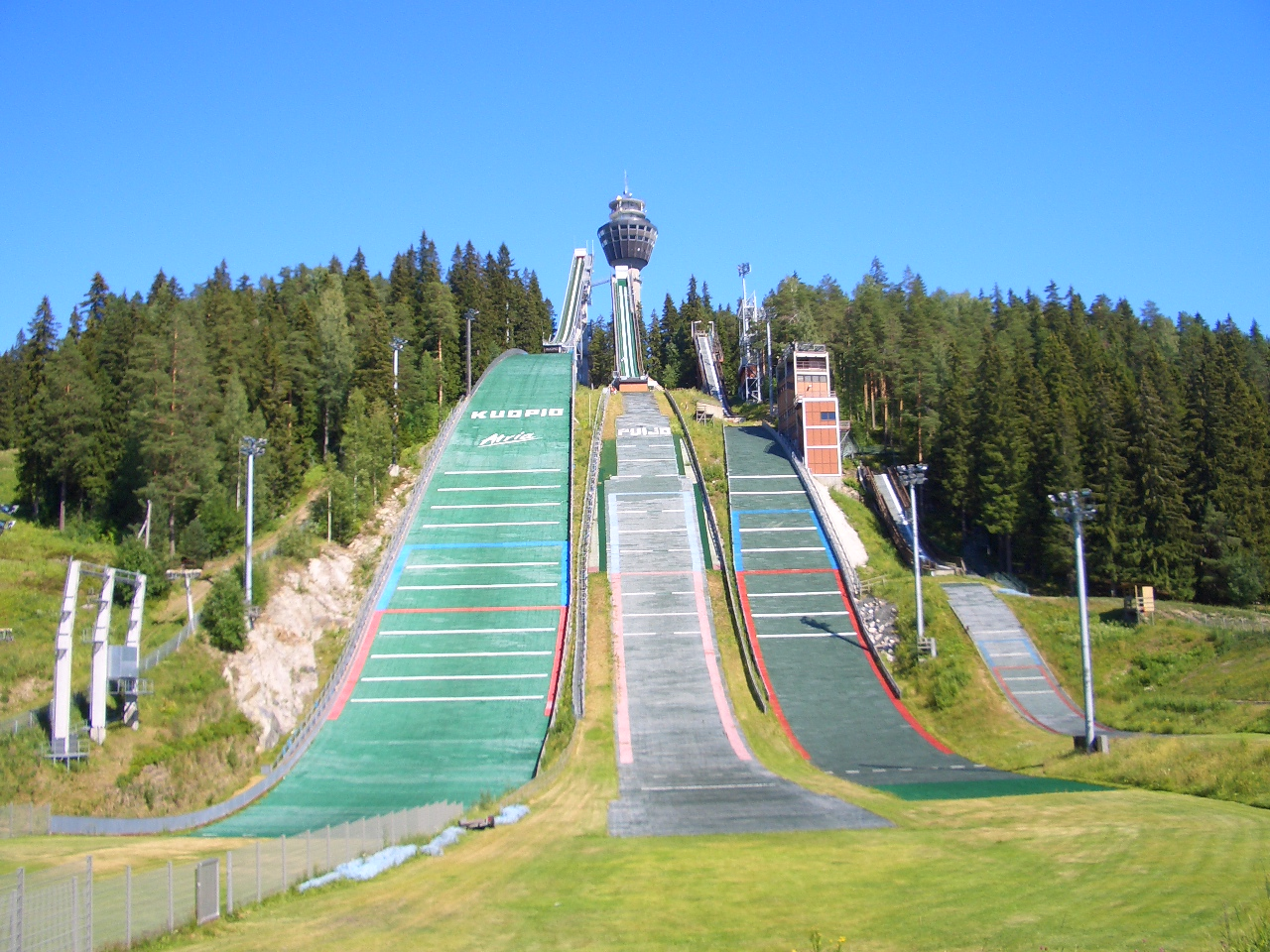
Trampolins de salt d'esquí al turó Puijo, Kuopio